# 布尔萨
布尔萨（土耳其語：Bursa），古稱普魯薩，位于土耳其西北部，是该国第四大城市，也是布尔萨省的首府，人口接近200万。布尔萨以滑雪胜地、奥斯曼帝国苏丹陵墓和肥沃的平原而闻名，因其公园及花园之多而享有（即“绿色布尔萨”）的美称，同时也是许多著名的土耳其食品的发源地。

## 历史
布尔萨曾是奥斯曼帝国第一個首都（1326年-1365年），也是丝绸之路的临近西方终点的主要城市。

## 经济
布尔萨是土耳其的汽车工业中心，菲亚特和雷诺在此均设有工厂，在工业区内也有紡織品与食品工业工厂，包括可口可乐、百事可樂、和许多罐裝食品公司的工厂。布尔萨是一个旅游业发达的城市，而附近的烏魯達山有土耳其最大的滑雪场之一。

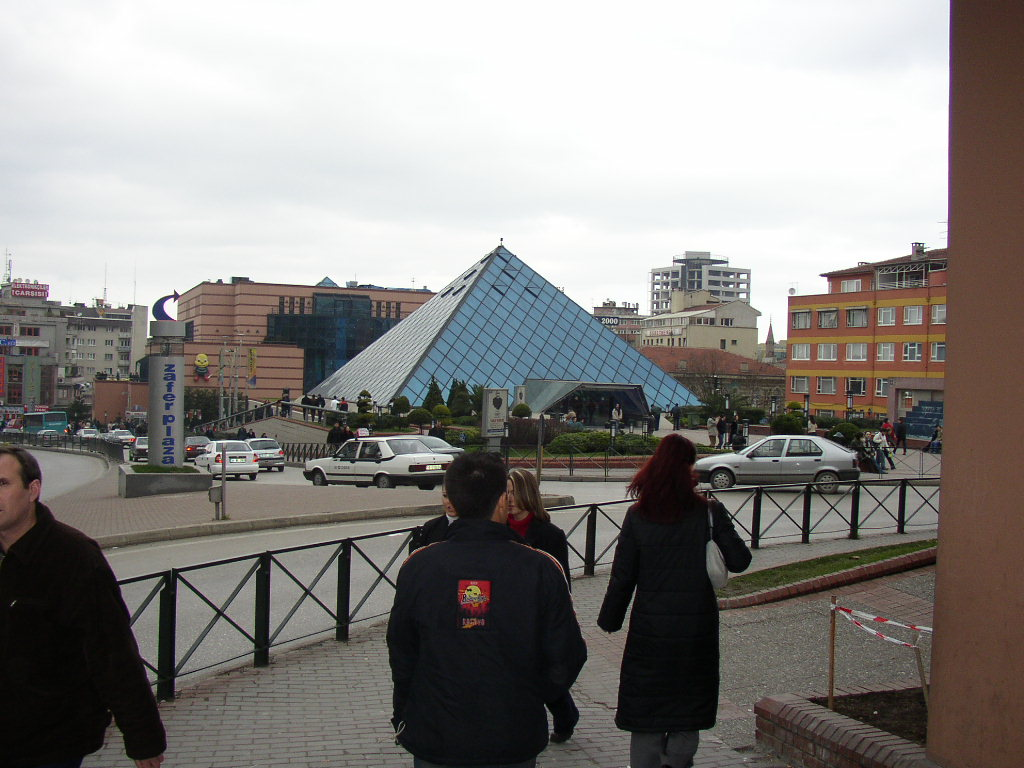
布尔萨胜利广场（Zafer Plaza）的金字塔形购物中心

## 教育
乌鲁达大学校园位于布尔萨，该校为土耳其有名的大学之一。

## 体育
布尔萨阿塔土克体育场（Bursa Atatürk Stadyumu）是一个多种用途的运动场地，可容纳1.97万名观众，建于1979年，一直作为布尔萨体育（Bursaspor Kulübü）的主场。布尔萨足球队又称“绿鳄队”（Yeşil Timsahlar），参与土耳其足球超级联赛，于1986年夺得土耳其盃。
布尔萨曾經申请举办2018年冬季奥运会。

## 文化

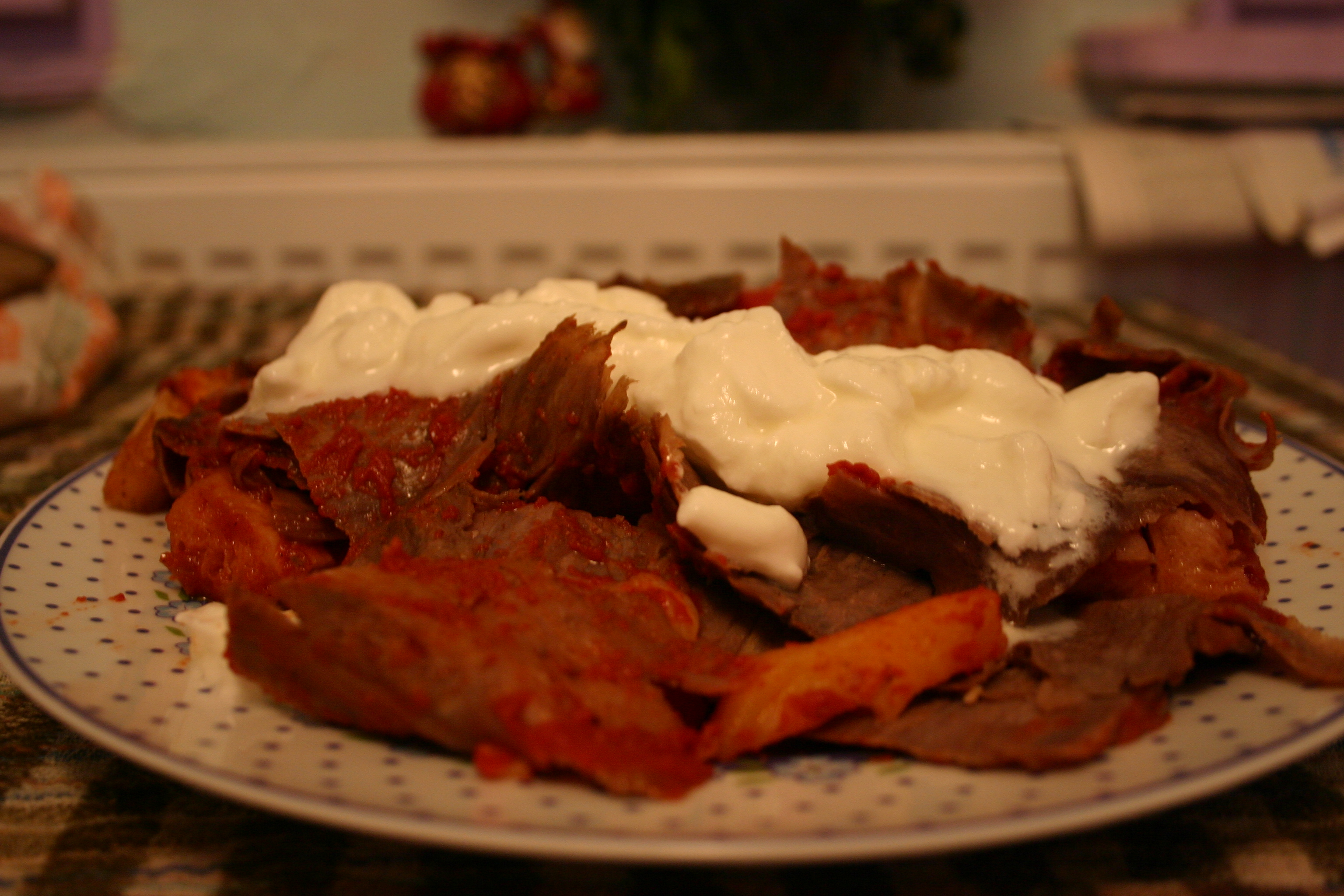
一盘布尔萨卡巴

### 美食
- 栗子甜品
- 水蜜桃
- “布尔萨卡巴”，一种烤肉

## 旅游

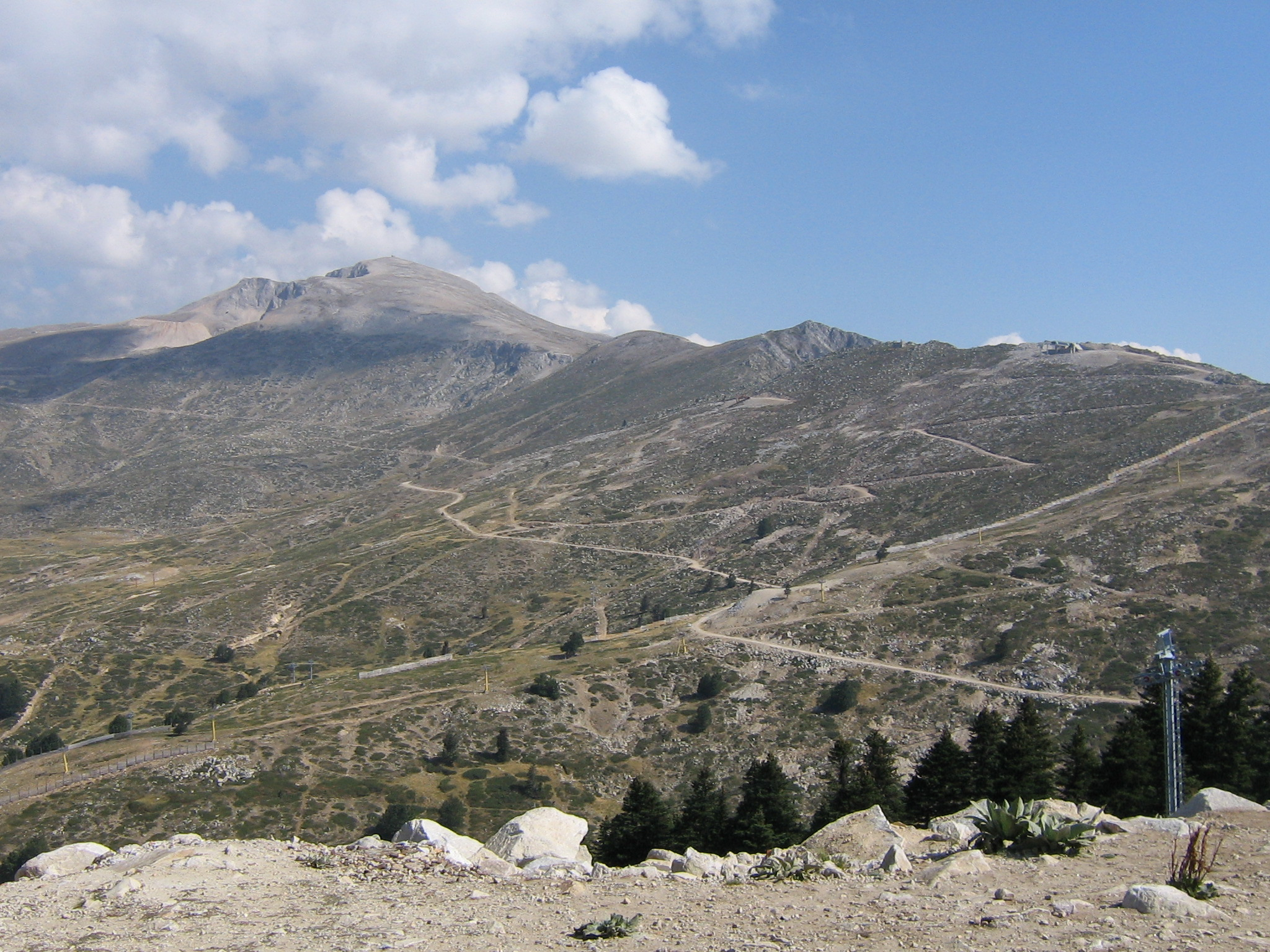
乌鲁达山

布尔萨旅游景点：
- 布尔萨大清真寺
- 绿色清真寺 (布尔萨)
- 巴耶塞特一世清真寺
- 穆拉迪耶库里耶
- 埃米尔苏丹清真寺
- 奥尔汗加齐清真寺
- 许达文迪加尔清真寺
- 蚕茧客栈（Koza Han）
- 伊尔甘地集市桥
- 乌鲁达山国家公园
- 盖姆利克温泉
- 古城墙
- 伊兹尼克大墓地
- 托普哈内钟楼
- 布尔萨考古博物馆
- 布尔萨阿塔图尔克博物馆

## 友好城市
| - 德国 达姆施塔特（1971年7月7日） - 波斯尼亚和黑塞哥维那萨拉热窝（1972年6月30日） - 巴基斯坦木尔坦（1975年2月24日） - 芬兰奥卢（1979年7月7日） - 美国蒂芬（1983年5月） - 突尼西亞凯鲁万（1987年12月26日） - 土耳其代尼兹利（1988年2月4日） - 北塞浦路斯土耳其共和国尼科西亚（1990年12月17日） - 中华人民共和国鞍山市（1991年11月8日） - 马其顿比托拉（1996年11月3日） | - 以色列赫茨利亞（1997年8月15日） - 摩尔多瓦恰德尔隆加（1997年9月23日） - 哈萨克斯坦克孜勒奥尔达（1997年10月4日） - 阿尔及利亚穆阿斯凱爾（1998年5月25日） - 德国库爾姆巴赫（1998年10月29日） - 保加利亚普列文（1998年10月30日） - 保加利亚普罗夫迪夫（1998年12月3日） - 阿尔巴尼亚地拉那（1998年12月15日） - 斯洛伐克科希策（2000年3月29日） - 乌克兰文尼察（2004年3月8日） |